# Доброе (Волынская область)
До́брое (укр. Добре) — село в Камень-Каширской городской общине Камень-Каширского района Волынской области Украины.
Население по переписи 2001 года составляет 1339 человек. Почтовый индекс — 44513. Телефонный код — 3357. Занимает площадь 37,199 км².